# Caconeura t-coerulea
Caconeura t-coerulea is een libellensoort uit de familie van de Protoneuridae, onderorde juffers (Zygoptera).
De soort staat op de Rode Lijst van de IUCN als onzeker, beoordelingsjaar 2010.
Caconeura t-coerulea is in 1933 voor het eerst wetenschappelijk beschreven door Fraser.